# شاكر الخوري

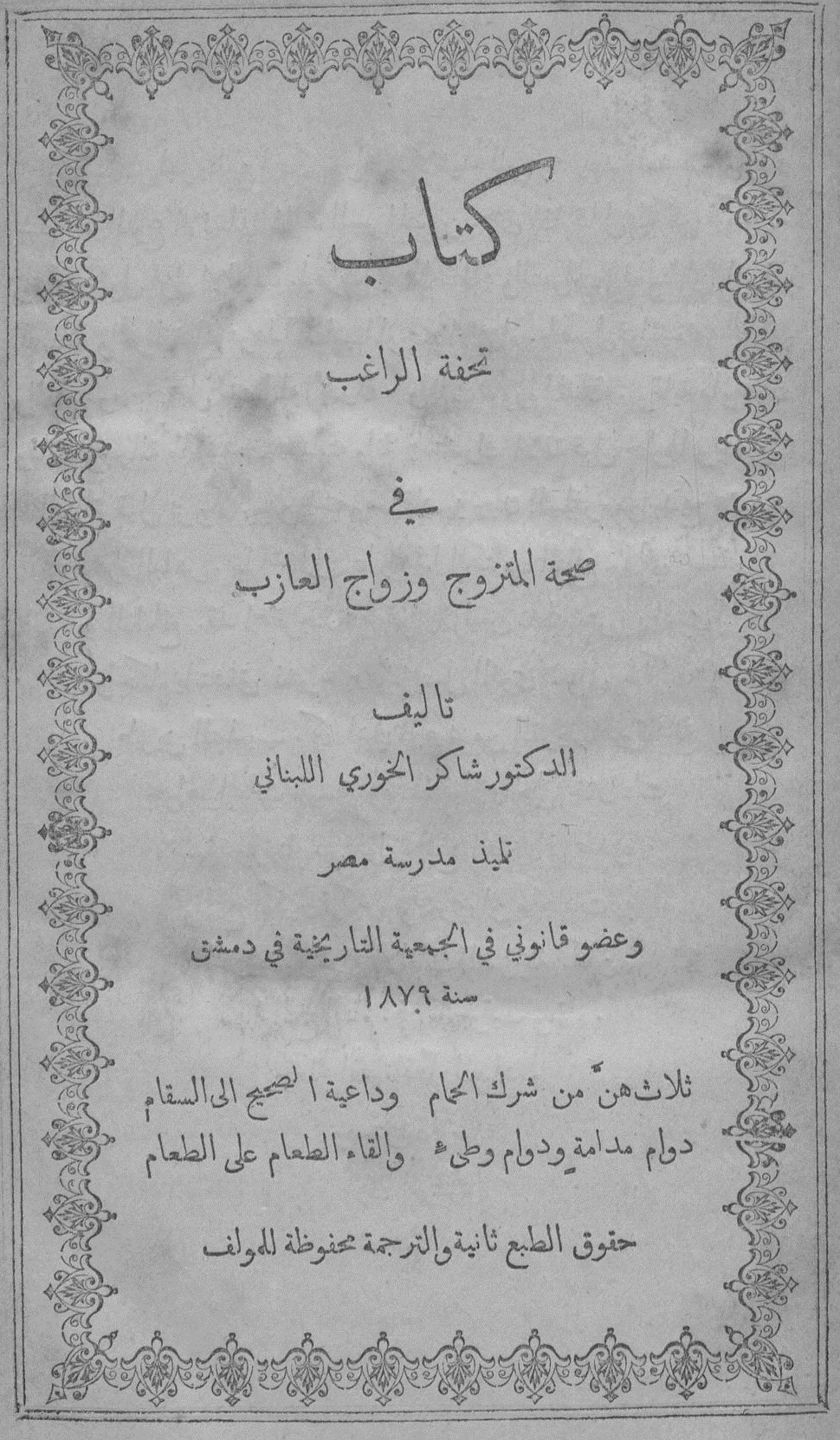
غلاف كتاب «تحفة الراغب في صحة المتزوج وزواج العازب» - 1879 م

شاكِر بن يوسف الخُوري (1263 - 1331 هـ / 1847 - 1913 م) طبيب لبناني. ولد في قرية بكاسين (جنوبي لبنان)، وتوفي في بيروت.
درس شاكر الطب في مدرسة القصر العيني بالقاهرة، ثم أقام ببيروت، وعمل مدرسًا في كلية الطب الفرنسية في بيروت التي يديرها الآباء اليسوعيون.

## مؤلفاته
- تحفة الراغب في صحة المتزوج وزواج العازب.
- صحة العين.
- نائب الطبيب.[5]
- مجمعُ المسرَّات، 1908.[6]